# Cynewulf (roi du Wessex)
Pour les articles homonymes, voir Cynewulf (homonymie).
Cynewulf est roi de Wessex de 757 à sa mort, en 786.

## Biographie
Cynewulf devient roi à la déposition de son prédécesseur Sigeberht. Il se peut qu'il ait accédé au pouvoir de par l'influence d'Æthelbald de Mercie, car il est cité comme témoin dans une charte d'Æthelbald peu de temps après. Cependant, Æthelbald est assassiné la même année et la Mercie connaît une brève période de désordres et de luttes pour le trône. Cynewulf profite de l'occasion pour affirmer l'indépendance du Wessex et s'empare du Berkshire aux dépens de la Mercie en 758. Il est aussi fréquemment en guerre contre les Gallois.
En 779, Cynewulf est défait par le roi mercien Offa à Bensington, après quoi Offa reprend le contrôle du Berkshire et peut-être également de la ville de Londres. Néanmoins, rien ne permet d'affirmer qu'Offa devient également le suzerain de Cynewulf comme il l'est par la suite de son successeur Beorhtric.
En 786, Cynewulf est surpris et tué avec sa suite à Marten (Merantune), dans le Wiltshire, par Cyneheard, frère du roi déposé Sigeberht. La Chronique anglo-saxonne offre un récit détaillé de cet événement qui provient peut-être d'un récit traditionnel de type saga.